# Bjørn Rønningen
Bjørn Rønningen (født 31. december 1936) er en norsk børnebogsforfatter, journalist og manuskriptforfatter. Han er kendt som manden bag børne-tv-serien Klabb og Babb fra 1974-1976 og tv-julekalenderen Jul i Skomakergata fra 1979 (begge genudsendt flere gange siden) samt sangen Vi tenner våre lykter, kendt fra sidstnævnte serie. Desuden har han skrevet en række børnebøger om Fru Pigalopp, heriblandt Posten skal frem til jul, fru Pigalopp, der dannede grundlag for den danske tv-julekalender Fru Pigalopp og juleposten fra 1978.
Han debuterede i 1971 med Titten, Bastian og Lotus Lampetjener og har skrevet i alt 45 børnebøger, heraf 11 om Fru Pigalopp alene i 1978. Han har fået Prøysenprisen og fik Kirke- og undervisningsdepartementets billedbokpris for Lange herr Streng og strenge herr Lang (1981), sammen med Vivian Zahl Olsen. Han samarbejdede også med Vivian Zahl Olsen om Fru Pigalopp.

## Diskografi

### Album
- Familien Spøk og andre barneviser (1984)
- Bedre med en venn – et musikkspill om mobbing (1995), med Stein Skøyeneie
- Jul i Skomakergata – den store smultringplanen (2003), med Sindre Skeie & Ketil Schei

### Deltaget i
- Nora Brockstedt: Colargol (1974)
- Flora: Alle tiders barneplate Vol. 3 (1974)
- Klabb og Babb: Hei! (1975)
- Inger Öhman & Storängsbarnen: Fru Pigalopp – Kom så sjunger vi lite (1975)
- Ove Sprogøe: Fru Pigalopp – Fortalt af Ove Sprogøe (1975)
- Home's Musikk: Sangleker og barnemoro (1976)
- Klabb og Babb: Klar til avgang i spor 2 (1977)
- Odd Børre: Da lyser en sol/Make Love Not War (1977)
- Flora: Alle tiders barneplate Vol. 4 (1977)
- Arne Bang-Hansen, Anne Lise Gjøstøl & Erling Bonde: Ridder Jonatann og dragen Plaque (1978)
- G-Rack: For de små (1978)
- Flower: Melodier fra Barne-TV – Alle tiders barneplate Vol. 5 (1979)
- CBS: Smule, smale smileviser (1980)
- Barnas verden: I barnas verden (1980)
- Henki Kolstad: Jul i skomakergata (1980)
- A/S Disco/CBS/Arne Bendiksen A/S/EMI/PolyGram: Juletreff (1980)
- Anne Marit Jacobsen, Kirsti Sparboe og Rolf Just Nilsen: Lange herr Streng og strenge herr Lang (1981)
- Flower: Fru Pigalopp og juleposten (1981)
- Bente Lind: Da lyser en sol (1982)
- Ole Ivars: Jul med Ole Ivars (1982)
- Rune Larsen, Line, Kim & Tonje Larsen: Julegleder for hele familien – 16 av de mest kjente julesangene (1989)
- Ole Ivars: Jul (1989)
- Anita Karlsen: En vakker jul (1989)
- Ulf Nilsson: Max i dyrebutikken (1991)
- Silje Dons: Kyss, klapp og klem (1993)
- Brita: I mine drømmer – en minne-CD med Britas beste sanger (1995)
- Marianne Borhaug: Våre kjære barnesanger (1996)
- Marianne Borhaug: Samlingsstund (1996)
- Hanne Krogh: Julestjerner (1996)
- Anita Karlsen & Jan Høiland: En vakker jul – 18 norske julefavoritter (1996)
- Diverse: Bilen Brum og humlen Hurre (1997)
- Barneselskapet: Pepinos jul (1997)
- DR Multimedie: Julen varer længe – DRs bedste julekalenderhits (1997)
- Hanne Krogh: God jul – Hannes beste julesanger (2000)
- Barnas musikkforlag: Mammas barneviser (2001)
- Barnas musikkforlag: Pappas barneviser (2001)
- Barnas musikkforlag: Barnas beste viser 3 (2001)
- Galaxee: The Shoemaker (2002)
- Barneselskapet: Barnas jul! (2002)
- Barneselskapet: Barne-TV favoritter (2003)
- Universal Music: Tidenes beste julebarneplate (2003)
- Scan-Express: 5 bästa nya julbitarna (2003)
- Platinum Entertainment: Barnas kuleste sanger! (2004)
- Scan-Express: Julens nya godbitar (2004)
- Dænsebændet: Julemoro (2004)
- Jenny Jenssen: Jennys jul (2004)
- Barneselskapet: Barnas viser 7–8 (2005)
- Kåre Conradi & Odd Børretzen: Andersen på hjørnet (2005)
- Kåre Conradi: God dag (2005)
- Elisabet Christiansen: Tvedestrand: For den som ikkje vett det! (2006)
- Barneselskapet: Jul i Barne-TV – Sanger fra alle NRKs julekalendere! (2006)
- Anne Severinsen & Ole Hoff: En enkel huskonsert (2006)
- Kai Robert Johansen & Camilla Johansen: Juleminner (2006)
- Sølvin Refvik: Alle tiders julesangbok – Komp-CD 1 (2007)
- Erik-André Hvidsten: Desembernatt (2009)
- Jardar: Julefred (2009)
- Tylden & co: Dansebandjul (2009)
- Barneselskapet: Barnas viser (2010)
- Jentegruppa Seven & Emeline og Sunniva: Julen er her (2010)
- Tove & Jan Honningdal med venner: Lovsangstoner i julenatt (2010)
- Kronprinsparets fond: Vi tenner våre lykter – Kronprinsparets fond (2011)
- Barneselskapet: Jul jul jul! (2011)
- Tylden & co: Dansebandjul 2 (2011)
- Ole Ivars: Julefest med Ole Ivars (2011)
- Hanne Krogh: Barnas nasjonalskatt (2012)
- Hanne Krogh Productions: Til lands og til vanns (2012)
- MUDI: Jul for hele familien – 40 julesanger (2012)
- Christel Alsos: I den kalde vinter (2013)
- Sony Music Entertainment: Nu er det jul – de dejligste sange fra DR's julekalendere (2013)
- Tone Damli: Di første jul (2014)
- Kringkastingsorkestret: Jul med Kringkastingsorkesteret (2014)
- Åmot barnegospel: Kom bli med (2016)
- Inger Lise Hope: Fredelig jul (2016)
- Rustne Røster & Jenny Oloka: Rustne røster med venner (2016)
- Mini Grammofon: Barnas beste julesanger (2016)
- Superbarna: Adventstid (2017)

1. ↑  Navnet er anført på bokmål og stammer fra Wikidata hvor navnet endnu ikke findes på dansk.